# Ariane Jeßulat
Ariane Jeßulat (* 1968) ist eine deutsche Musiktheoretikerin und experimentelle Musikerin.

## Werdegang
Ariane Jeßulat studierte an der Hochschule der Künste Berlin (HdK, heute UdK) und an der Freien Universität Berlin Schulmusik, Gräzistik und Musiktheorie. 1999 wurde sie mit einer von Elmar Budde betreuten Arbeit über Die Frage als musikalischer Topos an der HdK im Fach Musikwissenschaft promoviert. 2011 habilitierte sie sich an der Humboldt-Universität Berlin (HU) mit einer Arbeit über den Ring des Nibelungen. Jeßulat lehrte ab 1996 Musiktheorie an der HdK, als akademische Mitarbeiterin am musikwissenschaftlichen Institut der HU (2000–04) und als Professorin an der Hochschule für Musik Würzburg (2004–15). Seit dem Sommersemester 2015 lehrt sie als Professorin für Musiktheorie an der Universität der Künste Berlin (UdK). Von 2020 bis 2025 war sie Erste Vizepräsidentin der UdK. In dieser Funktion gehörte sie auch dem Berlin Board an, einem Beratungsgremium des Vorstandes der Einstein Stiftung Berlin. An der Hochschule für Musik Nürnberg ist sie externes Hochschulratsmitglied. Gastweise lehrte sie u. a. am Zentralkonservatorium in Peking und am Konservatorium Shanghai. Sie war von 2010 bis 2012 Mitglied im Vorstand der Gesellschaft für Musiktheorie (GMTH) und von 2015 bis 2021 Mitherausgeberin der Zeitschrift der GMTH. Seit 2018 gehört sie dem Beirat der französischen Zeitschrift Musurgia. Analyse et Pratiques Musicale an. Sie ist Mitarbeiterin der Zeitschrift Musik & Ästhetik.
Ariane Jeßulat ist Mitglied in dem Ensemble für experimentelle Musik und experimentelles Musiktheater die maulwerker. Im exploratorium berlin | raum für improvisation ist sie Dozentin.

## Veröffentlichungen (Auswahl)
- Die Frage als musikalischer Topos. Studien zur Motivbildung in der Musik des 19. Jahrhunderts. Studiopunkt, Sinzig 2001, ISBN 3-89564-068-9, (Zugleich: Berlin, Hochschule der Künste, Dissertation, 2000).
- Modernität und Tradition in Liszts Prometheus. In: Musik & Ästhetik. Jahrgang 7, Heft 28, Oktober 2003, S. 25–41.
- Mendelssohns Beethoven-Rezeption als Beispiel musikalischer Zitiertechnik. In: Zeitschrift der Gesellschaft für Musiktheorie. Band 1–2, Nr. 2/1, 2005, S. 179–191, doi:10.31751/468.
- Harmonische Systeme des ausgehenden 19. Jahrhunderts und ihre Anwendung auf die Musik Richard Wagners. In: Zeitschrift der Gesellschaft für Musiktheorie. Band 4, Nr. 3, 2007, S. 261–273, doi:10.31751/260.
- Nam et expectat et attendit et meminit – Dimensionalität von Zeit und Zeiterfahrung in der Fuge cis-Moll BWV 849. In: Zeitschrift der Gesellschaft für Musiktheorie. Band 5, Nr. 2/3, 2008, S. 313–333, doi:10.31751/292.
- Ethos und Pathos – Zum Problem der analytischen Perspektive. In: Hermann Danuser, Peter Gülke, Norbert Miller, Tobias Plebuch (Hrsg.): Carl Dahlhaus und die Musikwissenschaft. Werk, Wirkung, Aktualität. Edition Argus, Schliengen 2011, ISBN 978-3-931264-76-5, S. 297–306.
- Erinnerte Musik. Der Ring des Nibelungen als musikalisches Gedächtnistheater (= Wagner in der Diskussion. Band 8). Königshausen & Neumann, Würzburg 2013, ISBN 978-3-8260-5144-9.

## Filmographie
Ariane Jeßulat spielte 1978 in dem Fernsehfilm
Als Hitler das rosa Kaninchen stahl die Hauptrolle des Mädchens Anna (Autobiographie von Judith Kerr). Er wurde 1978 vom WDR für die ARD unter der Regie von Ilse Hofmann – zum Teil an Originalschauplätzen – verfilmt. Die Erstausstrahlung erfolgte am 25. Dezember 1978.
In den Hauptrollen spielten Martin Benrath und Elisabeth Trissenaar die Eltern sowie Ariane Jeßulat und Alexander Rosenberg die Kinder Anna und Max, ferner Miriam Spoerri in einer weiteren Rolle.

## Weblink
- Liste der Publikationen (nach der Bibliographie des Musikschrifttums am Staatlichen Institut für Musikforschung Berlin).